# NGC 7299
NGC 7299 ist eine Balken-Spiralgalaxie vom Hubble-Typ SBc im Sternbild Kranich am Südsternhimmel. Sie ist schätzungsweise 403 Mio. Lichtjahre von der Milchstraße entfernt und hat einen Durchmesser von etwa 80.000 Lichtjahren.
Im selben Himmelsareal befindet sich u. a. die Galaxie NGC 7297.
Das Objekt wurde am 1. September 1834 von John Herschel entdeckt.